# Sampriti Bhattacharyya
Sampriti Bhattacharyya (1987, Calcuta, India) es la fundadora de Hydroswarm, y la cofundadora y directora de la fundación Lab-X. Posee una maestría en ingeniería aeroespacial de la Universidad Estatal de Ohio y una licenciatura en ingeniería eléctrica. Actualmente esta a punto de completar su doctorado en ingeniería mecánica en el Instituto de Tecnología de Massachusetts (MIT) con una especialidad en negocios. Ha trabajado para la NASA en la creación de aeronaves inteligentes, y en el fermilab, el principal laboratorio de aceleración y física de partículas de los EE.UU. La prestigiosa revista Forbes de 2016 la incluyó entre los ‘Most Powerful Young Change-Agents of the World’.

## Educación
Sampriti era de las pocas hijas indias cuya madre fuera independiente e incluso tuviera de un trabajo importante. Gracias a ello, la ingeniera tuvo un ejemplo que seguir y a pesar de la fuerte cultura india, se esforzó para construirse un futuro y abrirse paso en un mundo lleno de hombres. Tras la escuela, comenzó su carrera profesional estudiando ingeniería eléctrica en una pequeña universidad en India. Tras mucho ímpetu, logró un trabajar interna en el Fermilab, un laboratorio de física de partículas en Chicago. Continúo estudiando ingeniería aeroespacial en la Universidad Estatal de Ohio y más tarde se apuntó al MIT para estudiar sobre el mundo de los negocios. 
En 2012 confunda en su tierra natal la Fundación Lab-X, una organización sin ánimo de lucro para ofrecer capacitación práctica en ingeniería para aquellos en países en desarrollo.
En 2015 patentó el Hrydroswarm, un poderoso programa para diseñar inteligencia artificial para drones submarinos, lo crea como parte de su tesis de investigación. Para convertir su invento en una empresa comercial, se unió al programa de negocios en la Escuela de Negocios de Harvard. Este movimiento convierte a Sampriti en una figura importante en la investigación oceánica, la inversión petrolífera y el desarrollo tecnológico. Recibe varios premios y reconocimientos por su invento tanto de la comunidad científica como de las grandes economías mundiales.

## Hydroswarm
Se trata de un dron subacuático autónomo (UAV) diseñado para la exploración y el análisis de las profundidades del océano. 
Fue construido a lo largo de 2015. Sampriti, influida en parte por el accidente del avión Malaysia Airlines, sintió la inspiración mientras diseñaba un dron submarino para la inspección de reactores nucleares.
El hydroswarm es un dron capaz de cartografiar en detalle grandes secciones del fondo oceánico. Puede trabajar en enjambre o de manera independiente, cada uno en capaz de mapear hasta 100 kilómetros cuadrados de fondo oceánico en 4 horas. 
La inteligencia artificial de estos aparatos los capacita para circular de manera autónoma recopilando información del hábitat, la recopilación de información específica o para la creación de mapas detallados de las profundidades. Su tamaño práctico y su diseño orgánico simplificado junto con su bajo coste de creación les permite maniobrar mucho más rápido que los buques más grades de construcción más completa y gran coste, por ello a parte de la comunidad científica, grandes potencias económicas y multinacionales de la exploración petrolífera están interesadas en su invento.

## Navier
Sampriti Bhattacharyya fundó, entre 2020 y 2021, esta nueva compañía con el fin de desarrollar embarcaciones eléctricas voladoras que poseen sistemas de control con inteligencia artificial para transformar las vías de navegación, haciendo los corredores marítimos más eficientes y sin emisiones. Su modelo N30, es el primer hidrodeslizador totalmente eléctrico en Estados Unidos y está cambiando el paradigma de los transportes marítimos limpios.

## Premios
- 2017 – Finalista en el concurso Mass Challenge Accelerator 2017 en Boston.
- 2016 – Connected World’s 2016 Women of M2M.
- 2016 – Forbes ‘Most Powerful Young Change-Agents of the World’.
- 2015 – Una de las 8 mejores contendientes de 200 para llegar a la final de la Competencia de Emprendimiento del MIT.
- 2014 – Top 25 Women in Robotics 2014 de Robohub.